# Конхобар мак Доннхада

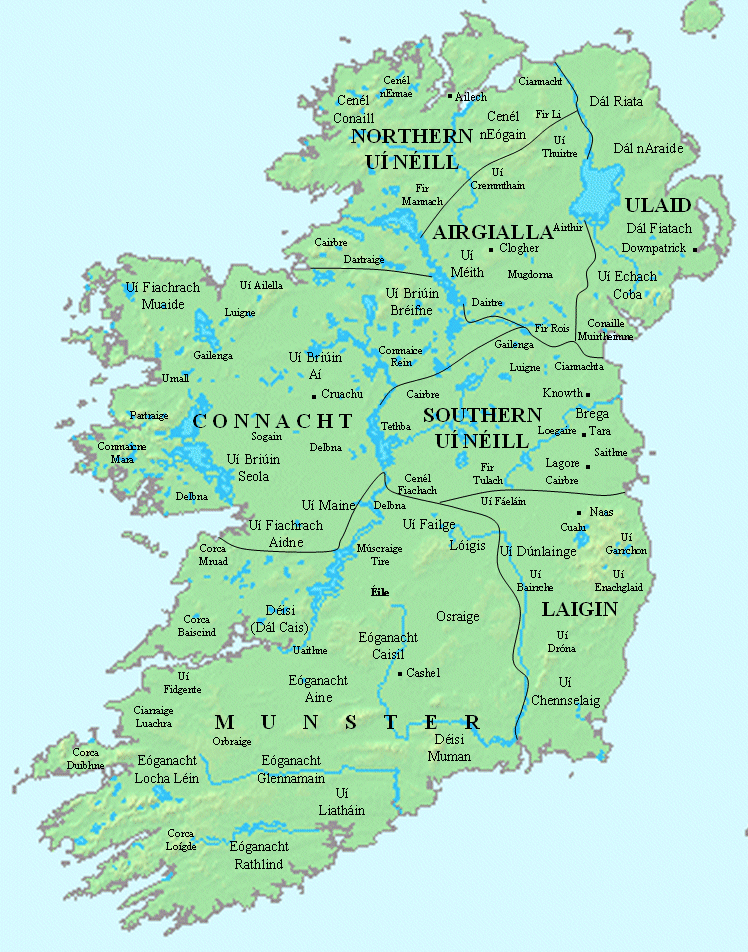
Королівства, племена, клани Ірландії наприкінці VIII століття.

Конхобар мак Доннхада (ірл. Conchobar mac Donnchada), він же Конхобат Міді, Конхобар Мітський — верховний король Ірландії. Час правління: 819—833. Син Доннхада Міді (ірл. Donnchad Midi) — верховного короля Ірландії.

## Вождь клану Холмайн
Конхобар мак Доннхада вперше постає на історичній арені у 802 році, коли верховний король Ірландії Аед Ойрдніде розділив владу в клані Холмайн (ірл. Clann Cholmáin) між двома братами — Айлілем (ірл. Ailill) та Конхобаром. Але таке розділення клану, що був конкурентом для Аеда Ойрдніде щодо трону і мало за мету ослабити клан Холмайн, тривало недовго. Через рік відбулась битва, яка ввійшла в історію як Битва Коннеллів — Рах Конелл (ірл. Rathconnell). Конхобар вбив свого брата Айліля і безроздільно владарював в клані Холмайн. Через п'ять років він уклав спілку з королем Коннахта і разом з ним виступив проти верховного короля Аеда Ойрдніде і переміг його. Але Аед Ойрдніде втримався у влади і продовжував її утримувати аж до своєї загибелі у 819 році. Після смерті Аеда Ойрдніде в Арт да Ферта (ірл. Áth dá Ferta) на землі клану Конайлле Муіртімне (ірл. Conaille Muirtheimne) в сучасному графстві Лаут верховним королем Ірландії був проголошений Конхобар мак Доннхада.

### Верховний король Ірландії
Проголошенням верховним королем Конхобара мак Доннхада були незадоволені багато королів і вождів кланів, зокрема кузен Аеда — Мурхад мак Маеле Дуїн (ірл. Murchad mac Máele Dúin). Мурхад зумів сформувати ворожий верховному королю альянс з родичів Конхобара мак Доннхада — з клану Сіл н-Аедо Слайне (ірл. Síl nÁedo Sláine). Конхобар мак Доннхада довідався про зраду і помстився, як пишуть літописи, «особливо жорстоким вбивством» у 822 році. У 823 році Конхобар мак Доннхада уклав союз з Фейдлімідом мак Крімпхайном (ірл. Feidlimid mac Crimthainn) — королем Мюнстеру (820—847 роки правління). Проте Фейдліміду вкрай не сподобалось правління і вчинки Конхобара мак Доннхада і він примкнув до його ворогів.

### Смерть
Конхобар мак Доннхада помер за невідомих обставин у 833 році. У часи його правління почастішали набіги вікінгів на Ірландію, які почалися ще наприкінці VIII століття і яким Конхобар мак Доннхада не зміг дати відсіч будучи стурбованим боротьбою з незадоволеними васальними королівствами і непокірними кланами. Похований він в абатстві Клонард (ірл. Clonard).

## Родина та нащадки

### Мати
Фуйреах (ірл. Fuirseach) — походила з аристократів королівства Дал н-Арайді (ірл. Dál nAraidi) — королівства на півночі Ірландії утворене племенем круїтні — племенем піктського походження, що колись в давнину переселились з Каледонії (нинішньої Шотландії). На той час круїтні вже не згадувались в літописах, але королі Дал н-Арайді вважалися їхніми нащадками.

### Дружина
Був одружений з Ланд (ірл. Land) — дочкою верховного короля Ірландії Аеда Ойрдніде (ірл. Áed Oirdnide).

### Сини
- Атрі (ірл. Atrí) — став священиком у нинішньому графстві Арма.
- Кахал (ірл. Cathal)
- Еохокан (ірл. Eochócan)
- Кінаед (ірл. Cináed)